# Хлопчатобумажный комбинат им. Самойлова

Хлопчатобумажный комбинат имени Самойлова — старейшее текстильное предприятие Ивановской области. Расположено по адресу: город Иваново, улица Колотилова, дом 49. В 1963 году комбинату присвоено имя Фёдора Никитича Самойлова.

## История
В 1748 году Иван Иванович Грачёв открывает мануфактуру, а 18 марта 1749 года указом Мануфактур-коллегии фабрика зарегистрирована в селе Иваново, здесь выпускаются первые метры хлопчатобумажных тканей. Затем предприятие купили предприниматели Гарелины и до 1843 года фабрикой управляли Пётр и Никон Горелины. Братья Гарелины впервые в Иванове использовали цилиндренную механическую ситценабивную машину. А в 1832 году появляется первая паровая машина мощностью 12 лошадиных сил, которую изготовили на Бердовском заводе в Петербурге.
В 1837 году братья Гарелины покупают земли, на которых располагались их фабрики, после чего в 1843 году произошёл раздел имущества, в результате которого появились два самостоятельных предприятия. Одна часть производства досталась наследникам Никона Гарелина, которые организовали торговый дом. Часть, принадлежавшая Петру, досталась его сыну — Якову Гарелину, который в 1878 году сдал свою часть фабрики в аренду Петру Николаевичу Грязнову.
После Гражданской войны фабрика получила название «Нижне-Уводская прядильно-ткацкая фабрика», через год «Рабочий край» в честь одноимённой газеты.
Во времена советского союза, на основе предприятий Никона Гарелина и фабрики Петра Грязнова создана Сосневская объединенная прядильно-ткацкая и ситцепечатная мануфактура, которая в 1963 году получила имя Фёдора Никитича Самойлова. Урна с его прахом покоится на территории отделочной фабрики хлопчатобумажного комбината его имени.
В наше время «Самойловский текстиль» входит в корпорацию «Нордтекс».